# S/2015 (136472) 1

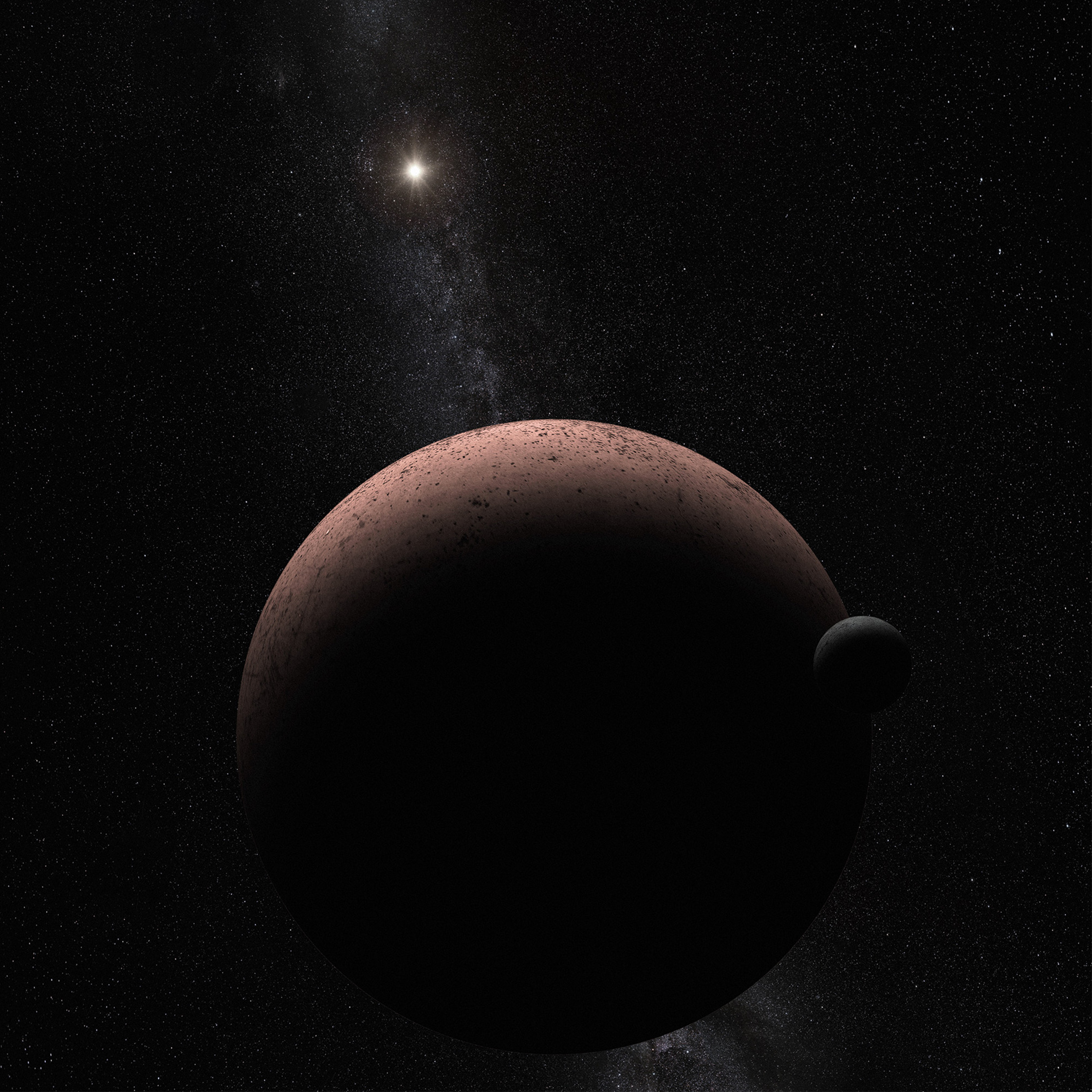
Hình minh họa

S/2015 (136472) 1 hay tên gọi khác được đặt bởi nhóm nghiên cứu là MK 2, là vệ tinh duy nhất từng được biết đến của hành tinh lùn Makemake. Đường kính của nó ước tính vào khoảng 160 kilômét (100 mi) và nó quay xung quanh Makemake ở khoảng cách 21.000 kilômét (13.000 mi). Các nhà thiên văn học sử dụng những quan sát của Kính Viễn vọng Không gian Hubble vào tháng 4 năm 2015 và thông báo chính thức phát hiện vệ tinh này vào ngày 26 tháng 4 năm 2016.

## Quan sát
Một cuộc kiểm tra sơ bộ về hình ảnh cho thấy MK2 có độ phản xạ tương tự như than, khiến nó trở thành một vật thể cực kỳ tối. Điều này có phần đáng ngạc nhiên vì Makemake là vật thể sáng thứ hai được biết đến trong vành đai Kuiper. Một giả thuyết để giải thích điều này là lực hấp dẫn của nó không đủ mạnh để ngăn các luồng sáng nhưng dễ bay hơi bị mất vào không gian khi bị Mặt trời xa xôi đốt nóng.
Cần quan sát thêm để xác định quỹ đạo của MK2. Nếu nó là hình tròn, nó sẽ gợi ý rằng MK2 được hình thành bởi một sự kiện tác động cổ xưa, nhưng nếu nó là hình elip, nó gợi ý rằng nó có thể đã bị bắt giữ.
Alex Parker, trưởng nhóm thực hiện phân tích hình ảnh tại Viện nghiên cứu Southwest, cho biết quỹ đạo của MK2 dường như được đặt thẳng hàng với các đài quan sát trên Trái Đất. Điều này sẽ khiến việc phát hiện khó khăn hơn nhiều vì nó sẽ bị mất trong ánh sáng chói của Makemake, cùng với bề mặt tối của nó, sẽ góp phần vào các cuộc khảo sát trước đó không quan sát được.